# 山梨農政事務所
山梨農政事務所（やまなしのうせいじむしょ）は、農林水産省の地方支分部局である関東農政局の出先機関だった。
2011年9月1日施行の「農林水産省設置法の一部を改正する法律」によって廃止された。

## 組織
- 甲府地域センター（甲府市丸の内）